# Staatsmeisterschaft von Goiás (Frauenfußball)
Die Staatsmeisterschaft von Goiás für Frauenfußball (portugiesisch Campeonato Goiano de Futebol Feminino) ist die seit 2003 von der Federação Goiana de Futebol (FGF) ausgetragene Vereinsmeisterschaft im Frauenfußball des Bundesstaates Goiás in Brasilien.
Über die Staatsmeisterschaft wird seit 2007 die Qualifikation für die Copa do Brasil Feminino und seit 2017 für die brasilianischen Meisterschaft der Frauen entschieden, zuerst für deren zweite Liga (Série A2) und seit 2021 für die dritte Liga (Série A3). Alle bisherigen Titelträger sind in der Landeshauptstadt Goiânia beheimatet. In der Saison 2013 wurden zwei Meisterschaftswettbewerbe ausgetragen.

## Meisterschaftshistorie

### Ehrentafel der Gewinner
| 0        |                                          |
| 16 Titel | Aliança FC                               |
| 04 Titel | Goiânia EC Clube Jaó Atlético Goianiense |
| 02 Titel | SE Ponto Frio Vila Nova FC               |
| 01 Titel | Atletas de Jesus Goiás EC                |

### Chronologie der Meister
| Saison                                           | Meister                                              | Vizemeister                                          | Torschützenkönigin                                                               |       |
| ------------------------------------------------ | ---------------------------------------------------- | ---------------------------------------------------- | -------------------------------------------------------------------------------- | ----- |
| 1983                                             | SE Ponto Frio                                        |                                                      |                                                                                  |       |
| 1984                                             | SE Ponto Frio                                        |                                                      |                                                                                  |       |
| Kein Meisterschaftswettbewerb von 1985 bis 1989. |                                                      |                                                      |                                                                                  |       |
| 1990                                             | Atlético Goianiense                                  |                                                      |                                                                                  |       |
| 1991                                             | Atlético Goianiense                                  |                                                      |                                                                                  |       |
| 1992                                             | Atlético Goianiense                                  | Goiânia EC                                           |                                                                                  |       |
| 1993                                             | Atlético Goianiense                                  |                                                      |                                                                                  |       |
| 1994                                             | Aliança FC                                           | Goiânia EC                                           |                                                                                  |       |
| 1995                                             | Aliança FC                                           | Campineira                                           |                                                                                  |       |
| 1996                                             | Aliança FC                                           | Goiânia EC                                           |                                                                                  |       |
| 1997                                             | Goiânia EC                                           | Aliança FC                                           |                                                                                  |       |
| 1998                                             | Aliança FC                                           | Goiânia EC                                           |                                                                                  |       |
| 1999                                             | Aliança FC                                           | Goiânia EC                                           |                                                                                  |       |
| 2000                                             | Aliança FC                                           | Goiânia EC                                           |                                                                                  |       |
| 2001                                             | Goiânia EC                                           | Aliança FC                                           |                                                                                  |       |
| 2002                                             | Goiânia EC                                           |                                                      |                                                                                  |       |
| 2003                                             | Goiânia EC                                           | Aliança FC                                           | Katiúscia Duarte Gonçalves (Goiânia EC; 7)                                       |       |
| 2004                                             | Aliança FC                                           | Goiânia EC                                           | Katiúscia Duarte Gonçalves (Goiânia EC; 20)                                      |       |
| 2005                                             | Meisterschaft nicht ausgetragen.                     | Meisterschaft nicht ausgetragen.                     | Meisterschaft nicht ausgetragen.                                                 |       |
| 2006                                             | Aliança FC                                           | Goiânia EC                                           | Cíntia (Aliança FC; 9)                                                           |       |
| 2007                                             | Meisterschaft nicht ausgetragen.                     | Meisterschaft nicht ausgetragen.                     | Meisterschaft nicht ausgetragen.                                                 |       |
| 2008                                             | Aliança FC                                           | Goiânia EC                                           | Janaína Europeu (Aliança FC; 9)                                                  |       |
| 2009                                             | Aliança FC                                           | Goiânia EC                                           | Gleyciane Portilho (Aliança FC; 9)                                               |       |
| 2010                                             | Aliança FC                                           | Goiânia EC                                           | Katiúscia Duarte Gonçalves (Goiânia EC; 6)                                       |       |
| 2011                                             | Atletas de Jesus                                     | Aliança FC                                           | Gleyciane Portilho (Aliança FC; 12)                                              |       |
| 2012                                             | Clube Jaó                                            | Goiânia EC                                           | Samara Guimarães (Goiânia EC; 8)                                                 |       |
| 2013                                             | Clube Jaó                                            | Aliança FC                                           | Ana Paula (Clube Jaó; 20)                                                        |       |
| 2013                                             | Clube Jaó                                            | Goiânia EC                                           | Ana Paula (Clube Jaó; 3) Samara Guimarães (Goiânia EC; 3) Nayara (Goiânia EC; 3) |       |
| 2014                                             | Aliança FC                                           | Clube Jaó                                            | Nayara (Aliança FC; 6)                                                           |       |
| 2015                                             | Aliança FC                                           | Campinas FC                                          | Vanessa Lorrane (Aliança FC; 7)                                                  |       |
| 2016                                             | Meisterschaft nicht ausgetragen.                     | Meisterschaft nicht ausgetragen.                     | Meisterschaft nicht ausgetragen.                                                 |       |
| 2017                                             | Clube Jaó                                            | Aliança FC                                           | Sara Stephania (Clube Jaó; 5)                                                    | [ 1 ] |
| 2018                                             | Aliança FC                                           | Clube Jaó                                            | Alane Barbosa (Aliança FC; 9)                                                    | [ 2 ] |
| 2019                                             | Goiás EC                                             | Aliança FC                                           | Samara Guimarães (Goiás EC; 8) Lorraine Caixeta (Goiás EC; 8)                    |       |
| 2020                                             | Meisterschaft nicht ausgetragen (COVID-19-Pandemie). | Meisterschaft nicht ausgetragen (COVID-19-Pandemie). | Meisterschaft nicht ausgetragen (COVID-19-Pandemie).                             |       |
| 2021                                             | Vila Nova FC                                         | Aliança FC                                           | Samara Chaves (Vila Nova FC; 5)                                                  |       |
| 2022                                             | Aliança FC                                           | Vila Nova FC                                         | Thais Lane (Vila Nova FC; 12)                                                    | [ 3 ] |
| 2023                                             | Aliança FC                                           | Vila Nova FC                                         | Naytielle (Aliança FC; 27)                                                       | [ 4 ] |
| 2024                                             | Vila Nova FC                                         | Atlético Goianiense                                  | Naytielle (Vila Nova FC; 22)                                                     |       |